# Facundo Arana
Jorge Facundo Arana Tagle, meglio conosciuto come Facundo Arana (Buenos Aires, 31 marzo 1972), è un attore e musicista argentino.
È conosciuto per essere protagonista nelle serie televisive Chiquititas, Muñeca brava, Yago, pasión morena, 099 central, Padre Coraje, Sos mi vida, Vidas robadas, Farsantes e altre.

## Biografia
È figlio del Dr. Jorge Arana Tagle, avvocato specializzato in diritto della navigazione marittima e aerea, e Matilde von Bernard, sportiva e ex-giocatrice di hockey.
Ha studiato alla scuola St Catherine's Moorlands de Pilar. 
Nel 1997 inizia il suo primo lavoro importante, interpretando Alejo Mendez Ayala nella serie infantile di Cris Morena Chiquititas, il primo anno interpreta al furfante della serie mentre l'anno successivo 1998 diventa un gentiluomo innamorato della protagonista, interpretata da Romina Yan.
Alla fine del 1998 e 1999 partecipa a Muñeca brava, la telenovela che conferma il suo successo come attore, nel ruolo protagonista insieme a Natalia Oreiro trasmessa nel canale Telefe. La serie ha successo non solo in Argentina, ma anche in paesi come Russia, Israele, Romania, Polonia, e gran parte dell'America Latina, per questo Facundo ottiene fama internazionale. In Israele riceve il premio Viva! come miglior attore.
Nel 2000 è co-protagonista nella commedia Buenos vecinos, dove recita insieme a Hugo Arana, Moria Casan, Malena Solda e altri.
Nel 2001 debutta nel cinema nel ruolo di protagonista insieme a Romina Yan del film Chiquititas: Rincón de luz.
Partecipa anche al film La fuga. Il suo successivo personaggio protagonista è nella serie Yago, pasión morena insieme a Gianella Neyra trasmessa il pomeriggio su Telefe. Per questa serie ottiene il suo primo Martín Fierro come miglior attore protagonista.
Sotto la produzione di Pol-ka Producciones nel 2002 è il protagonista della serie 099 central con Nancy Dupláa trasmesso su El Trece. Viene premiato per la seconda volta con il Premio Martín Fierro.
Nel 2004 è protagonista di nuovo insieme a Nancy Dupláa, nella serie Padre Coraje, con la produzione di Pol-ka Producciones trasmessa su El Trece. Riceve il suo terzo Premio Martín Fierro come miglior attore e la telenovela riceve il Martín Fierro oro come miglior storia dell'anno. Inoltre riceve anche il premio Migliore attore del Festival e Mercato nella Telenovela Iberoamericana.
Nel 2005 è protagonista dello spettacolo di teatro, insieme a Pepe Soriano, Visitando al Sr. Green. Per il suo lavoro riceve il premio ACE e Florencia Sanchez come rivelazione del teatro.
Nel 2006 è di nuovo protagonista con Natalia Oreiro della telenovela di Pol-ka Producciones: Sos mi vida. La telenovela è stata la più vista dell'anno in Argentina.
Insieme a Betiana Blum e China Zorrilla è co-protagonista del film Tocar el cielo. Tra il 2007 e il 2008 è il protagonista dell'opera teatrale Codicia e l'anno successivo di Poder se puede con Nicolas Scarpino.
Nel 2008 firma il contratto con Telefe per fare il protagonista della serie Vidas robadas.
Nel 2010 ritorna al cinema come protagonista del film El agua del fin del mundo.
Nel 2011 è il co-protagonista insieme a Julieta Díaz della telenovela Cuando me sonreís, una produzione RGB productora de Gustavo Yankelevich. In questa serie interpreta Gastón. Sempre nel 2011 realizza un documentario dal titolo Donar sangre salva vidas, emesso sul canale Encuentro, vincitore di un premio Martín Fierro come miglior documentario.
Nell'estate tra il 2012-2013 torna al teatro a Mar del Plata come protagonista dello spettacolo En el aire.
Dal 2013 al 2014 è uno dei protagonisti della serie Farsantes, insieme a Julio Chávez, Benjamín Vicuña e Alfredo Casero.
Dalla fine del 2014 fino alla metà del 2015 è protagonista insieme a Romina Gaetani ed Eleonora Wexler della telenovela Noche y día emessa sul Canal 13.
Nel 2015 debutta come cantante con il disco Salir a tocar con ritmo jazz e blues.
A settembre del 2016 fa un concerto nella Trastienda con la sua banda Facundo Arana & The Blue Light Orquestra, presentando il suo secondo disco EN EL AIRE
Nel 2017 esce l'opera teatrale Los Puentes de Madison con Araceli González e cast.
Nel 2018 esce una nuova stagione dell'opera Los puentes de Madison sempre con protagonisti Arana e Araceli Gonzales.

## Impegno sociale
A 17 anni gli diagnosticano un cancro chiamato "malattia di Hodgkin". Ha fatto 9 mesi di chemioterapia e radioterapia e 5 anni di controlli.
A novembre del 2010 ha scalato l'Aconcagua con l'obiettivo di far conoscere importanza della donazione del sangue e ha messo una bandiera in cima al monte in ricordo del 96º anniversario dalla prima trasfusione di sangue nel paese.
Nel 2012 Arana ha cercato di scalare l'Everest: 8848 metri sul livello del mare, per sensibilizzare la popolazione sull'importanza della donazione del sangue. Mentre saliva però ha avuto un problema respiratorio ed è stato costretto ad abbandonare la scalata; successivamente, il 23 maggio 2016 arriva in vetta al monte Everest
È anche ambasciatore di Fundaleu, una associazione che lotta per combattere la leucemia.

## Vita privata
È stato fidanzato per 10 anni con l'attrice Isabel Macedo;
Dal 2007 è fidanzato con la modella e conduttrice María Susini con la quale ha avuto 3 figli: India Arana Tagle, e i gemelli: Yaco Arana Tagle e León Moro Arana Tagle.
Il 20 dicembre del 2012 si sono sposati.

## Filmografia
| anno       | titolo                        | canale   | ruolo                                                 |
| ---------- | ----------------------------- | -------- | ----------------------------------------------------- |
| 1993       | Canto rodado, escuela de arte | Canal 13 | Ramiro                                                |
| 1993       | Son de diez                   | Canal 13 | -                                                     |
| 1993       | La flaca Escopeta             | Canal 9  | Facundo                                               |
| 1993-1994  | Alta Comedia                  | Canal 9  | Victor                                                |
| 1994       | Marco, el candidato           | Canal 9  | Willy Cassirone                                       |
| 1995       | Perla nera (Perla negra)      | Telefe   | Leonardo Bastides                                     |
| 1995       | La hermana mayor              | Canal 9  | -                                                     |
| 1996       | Montaña rusa, otra vuelta     | Canal 13 | Willy                                                 |
| 1996       | Zingara                       | Telefe   | Rodolfo "Rudy" Moretti                                |
| 1996       | La Nena                       | Canal 9  | -                                                     |
| 1996       | Sueltos                       | Canal 13 | Ignacio                                               |
| 1997-1998  | Chiquititas                   | Telefe   | Alejo/Manuel Méndez Ayala                             |
| 1997       | El Rafa                       | Telefe   | -                                                     |
| 1998-1999  | Muñeca brava                  | Telefe   | Ivo di Carlo/Ivo Miranda                              |
| 1999- 2000 | Buonos Vecinos                | Telefe   | Diego Pinillos                                        |
| 2000       | Tiempo final                  | Telefe   | Ep: "La entrega"                                      |
| 2001-2002  | Yago, pasión morena           | Telefe   | YagoValdez - Fabio SIrenio                            |
| 2002       | 099 central                   | Canal 13 | Tomás Rodolfo Ledesma                                 |
| 2003       | Durmiendo con mi jefe         | Canal 13 | Swede                                                 |
| 2004       | Padre Coraje                  | Canal 13 | Coraje/Padre Juan/Gabriel Jaúregui Peregrino Esposito |
| 2005       | Una familia especial          | Canal 13 | Exterminador                                          |
| 2006-2007  | Sos mi vida                   | Canal 13 | Martín Quesada                                        |
| 2008       | Vidas robadas                 | Telefe   | Bautista Amaya                                        |
| 2011       | Cuando me sonreis             | Telefe   | Gastón Armando Murfi                                  |
| 2012       | Expedición Everest            | Telefe   | Conduttore del programma                              |
| 2013       | Farsantes                     | Canal 13 | Alberto Marini                                        |
| 2014.2015  | Noche y día                   | Canal 13 | Victorio "Vico" Villa                                 |
| 2017       | Quiero vivir a tu lado        | Canal 13 |                                                       |
| 2019       | Pequena Victoria              | Telefe   | Antonio                                               |

| anno | film                       |
| ---- | -------------------------- |
| 2001 | Chiquititas: Rincón de luz |
| 2001 | La Fuga                    |
| 2007 | Tocar el cielo             |
| 2010 | El agua del fin del mundo  |
| 2015 | Adiós querido Pep          |
| 2017 | YOn My space               |

## Teatro
| anno      | Spettacolo              |
| --------- | ----------------------- |
| 1998      | Chiquititas             |
| 2005      | Visistando al Sr. Green |
| 2007      | Codicia                 |
| 2009-2010 | Poder se puede          |
| 2012-2013 | En el aire              |
| 2016      | En el aire              |
| 2017      | Los puentes de Madison  |
| 2018      | Los puentes de Madison  |

## Discografia
| anno | album              |
| ---- | ------------------ |
| 1998 | Chiquititas vol. 4 |
| 2014 | Salir a tocar      |
| 2016 | En el aire         |

## Premi
| anno | categoria                           | serie               | risultato |
| ---- | ----------------------------------- | ------------------- | --------- |
| 2002 | Mejor actor protagonista de novela  | Yago, pasión morena | Vincitore |
| 2003 | Mejor actor protagonista de novela  | 099 Central         | Vincitore |
| 2005 | Mejor actor protagonista de novela  | Padre Coraje        | Vincitore |
| 2007 | Mejor actor protagonista de comedia | Sos mi vida         | Vincitore |